# رالوکسیفن
رالوکسیفن (به انگلیسی: Raloxifene)
رده درمانی: داروهای هورمونی تعدیل‌کننده انتخابی گیرنده استروژن
اشکال دارویی: قرص

## موارد مصرف
رالوکسیفن برای درمان و پیشگیری پوکی استخوان در زنان پس از دوره یائسگی بکار می‌رود.
رالوکسیفن برای درمان سرطان پستان و نازایی وابسته بهاولیگومنوره یا آمنوره ثانویه و همچنین در مردان برای درمان و یا جلوگیری از ژنیکوماستی مصرف می‌شود.
همچنین از تاموکسیفن می‌توان در مواردی با تجویز پزشک برای درمان ماستالژی (درد پستان) هم استفاده کرد.
و برای جلوگیری از ژنیکوماستی (نوک پستان) در مردان بر اثر استفاده بیش از حد استروئیدها (داروهای هورمونی بدنسازی).

## مکانیسم اثر
رالوکسیفن از گروه داروهای SERM (تعدیل‌کننده‌های انتخابی گیرنده استروژن) می‌باشد. این داروها در برخی بافت‌ها اثرات مشابه استروژن (آگونیستی)، و در سایر بافت‌ها دارای اثرات مشابه نسبی یا جلوگیری از اثر استروژن (آنتاگونیستی) دارند. رالوکسیفن در درمان سرطان‌های پاسخ دهنده به هورمون تجویز می‌شود و در این بافت به عنوان آنتاگونیست از فعال شدن گیرنده توسط استروژن‌های آندوژن جلوگیری می‌کند.

## عوارض جانبی
گر گرفتگی، خونریزی‌واژن، توقف قاعدگی، خارش فرج، اختلالات گوارشی، التهاب تومور]]، کاهش تعداد پلاکتها، احتباس مایعات، طاسی، فیبروم رحم، اختلالات بینایی (تغییرات قرنیه، آب مروارید و رتینوپاتی) کاهش‌پلاکت‌ها یا گلبول‌های سفید خون، به‌ندرت کاهش نوتروفیل‌ها و تغییرات آنزیم‌های‌کبدی از عوارض جانبی دارو هستند.